# Neriene fusca
Espèce
Synonymes
- Neolinyphia fusca Oi, 1960

Neriene fusca est une espèce d'araignées aranéomorphes de la famille des Linyphiidae.

## Distribution
Cette espèce est endémique du Japon.

## Description
Le mâle décrit par Helsdingen en 1969 mesure 3,3 mm et les femelles de 4,0 à 4,8 mm.

## Systématique et taxinomie
Cette espèce ne doit pas être confondue avec Oedothorax fuscus décrite par Blackwall en 1834 sous le nom Neriene fusca.

## Publication originale
- Oi, 1960 : Linyphiid spiders of Japan. Journal of Institute of Polytechnics, Osaka City University, vol. 11D, p. 137-244.